# Myśl Polska
«Myśl Polska» (рус. «Мысль Польши») — польский общественно-политический еженедельник национально-демократического направления, основанный в 1941 году как орган Национальной партии.

## История
Первый выпуск «Myśl Polska» вышел 20 марта 1941 года в Лондоне. Журнал был основан как орган национальной партии. Его инициатором был профессор Владислав Фолькерский, возглавивший редакционный комитет. Первым главным редактором еженедельника был Марьян Роек, до этого находившийся в отпуске в Первом польском корпусе. Во время Второй Мировой войны публицистика журнала была сосредоточена на польско-советских и польско-германских отношениях, а также по вопросам польских западных территорий (уже в 1942 году пропагандировалась концепция западной границы Польши по Одре и Ныса-Лужицкой).
После того, как в июле 1945 года Временное правительство национального единства было официально признано Великобританией, издание «Myśl Polska» было прекращено британскими властями, формально из-за брака бумаги. Газета снова начала выходить с марта 1946 года, уже как ежемесячник. Тираж составил около 2000 экземпляров, часть из которых была отправлена в Польшу. 1 мая 1946 действующий председатель Национальной партии Тадеуш Белецкий взял на себя редактирование газеты, а Виктор Тростянко стал одним из соредакторов. В конце 1947 года следующим главным редактором стал Войцех Васютинский. В 1958 году его заменил Антони Даргас.
Во время сталинского периода в Польше Myśl Polska был в списке запрещенных цензурой журналов. До Польского Октября 1956 года за владение и чтение журнала угрожали суровыми наказаниями. Позже, с 1970-х годов, «Myśl Polska» был полулегальным и его можно было прочесть в читальных залах городских библиотек. Еженедельник в стране печатала и распространяла организация «PAX».
В 1993 году редакция журнала перешла в Польшу, с участием, в частности, Яна Томаша Замойского. В 2001—2004 годах еженедельник выходил под названием Nowa Myśl Polska (рус. «Новая Мысль Польши»). Позже он вернулся к своему предыдущему названию.

## Редакционный комитет
Среди тех, кто сотрудничает или сотрудничал с журналом в прошлом: профессор Адам Веломский, Магдалена Зентек-Веломская, Пшемислав Пяста, Матеуш Пискорский, Мацей Экхардт, Януш Саноцкий, Енджей Дмовски, Аркадиуш Микса, Мацей Мотас, Тадеуш Исакович-Залесский, Адам Шмех, Конрад Ренькас, Яцек Бартизель, Агнешка Пивар, Антон Конюшевский, Богдан Поренба.

## Главные редакторы
| Редактор(ы)         | Востребование в должности | Востребование в должности |
| Редактор(ы)         | Начало                    | Окончание                 |
| ------------------- | ------------------------- | ------------------------- |
| Марьян Роек         | 1941                      | 1945                      |
| Тадеуш Белецкий     | 1946                      | 1947                      |
| Войцех Васютинский  | 1947                      | 1958                      |
| Антони Даргас       | 1958                      | 1991                      |
| Богуслав Ковальский | 1993                      | 1997                      |
| Ян Энгельгард       | 1997                      |                           |